# Herman Tjeenk Willink
Herman Diederik Tjeenk Willink (Amesterdã, 23 de janeiro de 1942) é um político e jurista neerlandês aposentado do Partido do Trabalho (PvdA). Ele recebeu o título honorário de Ministro de Estado em 21 de dezembro de 2012.
Tjeenk Willink serviu como membro do Senado de 23 de junho de 1987 a 11 de março de 1997 e serviu como presidente do Senado de 11 de junho de 1991 a 11 de março de 1997. Ele renunciou a ambos os cargos quando foi escolhido como Vice-Presidente do Conselho de Estado, tomando posse em 1º de julho de 1997 e, portanto, o conselheiro mais importante da Rainha Beatriz durante aquele período.

## Carreira
Tjeenk Willink estudou Direito na Universidade de Leiden e, durante esse período, foi membro da LSV Minerva. Em seguida, estudou Direito Constitucional e Ciências Políticas na Universidade de Paris. Após um curto período como assistente de pesquisa na Universidade de Leiden, atuou, de 1970 a 1972, como secretário adjunto da Comissão Interdepartamental de Distribuição de Tarefas e Coordenação. Como secretário, esteve envolvido no apoio a diversas formações de gabinete. Posteriormente, até 1982, trabalhou como conselheiro (jurídico) no Ministério de Assuntos Gerais. Tornou-se amplamente conhecido como comissário do governo para a Reorganização do Serviço Público, função que exerceu até 1986. 
Em 1987, Tjeenk Willink tornou-se membro do Senado (Eerste Kamer) pelo Partido do Trabalho (Partij van de Arbeid). Destacou-se, entre outras coisas, por votar contra o Tratado de Schengen. De 1991 a 1997, foi Presidente do Senado. Posteriormente, tornou-se Vice-Presidente do Conselho de Estado. Nessa função, foi um dos principais assessores políticos da Rainha Beatriz. Embora a rainha fosse a presidente do Conselho, era o vice-presidente quem exercia a liderança cotidiana e efetiva. 
Tjeenk Willink foi nomeado informateur duas vezes durante a formação do governo em 1994,  desempenhando um papel na criação do primeiro gabinete Kok. Primeiro, atuou nas primeiras negociações para a formação do primeiro governo de coalizão "roxo" (uma aliança entre liberais e social-democratas). Quando as negociações chegaram a um impasse, ele fez a sugestão surpreendente de que o novo informateur deveria ser indicado pelo VVD, o segundo maior partido. No entanto, a rainha acabou pedindo a Wim Kok que elaborasse um esboço para um acordo de coalizão, o que se revelou uma etapa bem-sucedida. 
Após a queda do segundo gabinete Kok (Kok II) em 1999, após a "Noite de Wiegel", a Rainha Beatriz nomeou Tjeenk Willink como informateur durante a formação daquele ano. Ele conseguiu reconciliar as partes e restabelecer com sucesso o governo de Kok. 
Na formação do gabinete Rutte I, Tjeenk Willink, então vice-presidente do Conselho de Estado, desempenhou um papel importante como informador durante as negociações. Ele foi convidado duas vezes pela rainha para assumir essa função. Primeiro, durante a fase inicial de exploração (10 dias), para aconselhar sobre os próximos passos,  e depois, na fase final da construção incomum de uma coalizão minoritária, para investigar e aconselhar quais medidas eram necessárias do ponto de vista constitucional.  
Em 2004, ele foi uma das testemunhas do batismo da Princesa Catarina Amália dos Países Baixos. 
Em 21 de dezembro de 2012, Tjeenk Willink foi nomeado Ministro de Estado por Decreto Real. 
Na posse do Rei Guilherme Alexandre, em 30 de abril de 2013, ele foi membro da procissão principal e carregou a Constituição dos Países Baixos.
Em 29 de maio de 2017, Edith Schippers indicou o já aposentado Tjeenk Willink como o próximo informateur, após a falha de sua tentativa de formar um governo. Ele foi então nomeado pela Segunda Câmara, que na época já havia assumido da rainha a responsabilidade pelo processo de formação do governo. 
Em dezembro de 2018, Tjeenk Willink lançou um pequeno livro intitulado Groter denken, kleiner doen (Pensar maior, agir menor). Nele, expressou suas grandes preocupações com os desenvolvimentos na Holanda, fazendo um apelo para que as pessoas se levantassem, de baixo para cima, em defesa do Estado democrático de direito. 
Em 6 de abril de 2021, Tjeenk Willink foi nomeado pela Segunda Câmara como informateur para a formação do governo daquele ano.  Em duas rodadas de discussões, ele se reuniu com todos os 17 líderes partidários para chegar a um "acordo de governo enxuto", com no máximo cinco pontos principais, como a crise do nitrogênio, o clima, a migração e o fortalecimento do Estado de Direito.  Em 30 de abril, ele apresentou seu relatório à Câmara. 

## Prêmios e honrarias
Nos círculos de Haia, ele recebeu o apelido de "vice-rei dos Países Baixos" por causa de sua posição, apelido que havia sido dado anteriormente a Louis Beel, vice-presidente do Conselho de Estado nos anos de 1959 a 1972. No Top 200 Pessoas Neerlandesas Mais Influentes da Volkskrant, ele foi colocado no escalão superior por anos consecutivos (2006: 11; 2007: 15; 2008: 14). 
Em 17 de março de 2018, o sétimo Prêmio Comenius foi concedido a ele. 
Seu livro Groter denken, kleiner doen foi premiado com o Prinsjesboekenprijs em 2019. 

### Condecorações
Desde 1997 é Cavaleiro da Ordem de Orange-Nassau. Em 25 de janeiro de 2012, após sua aposentadoria do Conselho de Estado, foi promovido a Cavaleiro Grã-Cruz. Em 9 de dezembro de 2014, ele foi condecorado com a Cruz de Honra da Ordem da Casa de Orange por seus "grandes serviços à Casa Real". 
| Condecoração | Condecoração                                                                | Condecoração  | Condecoração           | Condecoração                               |
| Barreta      | Título                                                                      | País          | Data                   | Comentário                                 |
| ------------ | --------------------------------------------------------------------------- | ------------- | ---------------------- | ------------------------------------------ |
|              | Cavaleiro Grã-Cruz da Ordem de Orange-Nassau                                | Países Baixos | 1 de fevereiro de 2012 | Elevado de Cavaleiro (15 de março de 1997) |
|              | Medalha Honorária por Iniciativa e Engenhosidade da Ordem da Casa de Orange | Países Baixos | 9 de dezembro de 2014  | [ 19 ]                                     |

### Títulos honoríficos
Em 21 de dezembro de 2012, Tjeenk Willink foi nomeado Ministro de Estado.
| Título honorífico | Título honorífico  | Título honorífico | Título honorífico      | Título honorífico    |
| Barreta           | Título             | País              | Data                   | Comentário           |
| ----------------- | ------------------ | ----------------- | ---------------------- | -------------------- |
|                   | Ministro de Estado | Países Baixos     | 21 de dezembro de 2012 | Estilo de Excelência |

### Graus honorários
Em 8 de novembro de 1996, ele foi agraciado com um doutorado honorário em ciências sociais durante a celebração do 83º dies natalis da Erasmus Universiteit Rotterdam. Em 8 de janeiro de 2007, ele foi novamente agraciado com um doutorado honorário, desta vez na celebração do 375º dies natalis da Universidade de Amsterdã, no entanto, ele não usa esses títulos. 
| Graus honorários               | Graus honorários | Graus honorários | Graus honorários |
| Universidade                   | Campo            | País             | Data             |
| ------------------------------ | ---------------- | ---------------- | ---------------- |
| Erasmus Universiteit Rotterdam | Ciências sociais | Países Baixos    | 1997             |
| Universidade de Amsterdã       | Ciência política | Países Baixos    | 2007             |